# Нитрит натрия
Нитри́т на́трия (натрий азотистокислый) NaNO2 — неорганическое соединение, соль натрия и азотистой кислоты. Представляет собой кристаллический порошок от белого до слегка желтоватого цвета, который хорошо растворим в воде и гигроскопичен. С промышленной точки зрения это наиболее важная  соль азотистой кислоты. Она является предшественником различных органических соединений, таких как фармацевтические препараты, красители и пестициды, но, вероятно, наиболее известен как пищевая добавка Е250, используемая в мясных полуфабрикатах и (в некоторых странах) в рыбных продуктах. Другое название — нитритная соль.

## Получение
Нитрит натрия NaNO2 является солью азотистой кислоты и получается обычно сопропорционированием оксида азота(II) и оксида азота(IV) по реакции:
{\displaystyle {\ce {2NaOH + NO2 + NO -> 2NaNO2 + H2O}}}
Другим распространённым методом получения нитрита натрия является нагревание порошка свинца с нитратом натрия с последующим растворением в воде полученной твёрдой субстанции. В результате растворения в осадок выпадет нерастворимый в воде оксид свинца(II), а нитрит натрия останется в растворе:
{\displaystyle {\ce {NaNO3 + Pb -> NaNO2 + PbO}}}
Возможно получить растворением диоксида азота в растворе гидроксида натрия:
{\displaystyle {\ce {2NaOH + 2NO2->[]NaNO3 + NaNO2 + H2O}}}

## Химические свойства
На воздухе медленно доокисляется до нитрата натрия. Является сильным восстановителем. Токсичен в больших дозах.
- В лабораторных условиях нитрит натрия используется для деактивации азида натрия реакцией со свежеполученной азотистой кислотой[2][3]

{\displaystyle {\ce {2NaNO2 + H2SO4 -> Na2SO4 + 2HNO2}}}
{\displaystyle {\ce {2NaN3 + 2HNO2 -> 3N2 ^ + 2NO ^ + 2NaOH}}}
- Окисляет HI, HBr и при нагревании HCl до свободных галогенов. Реакция с соляной кислотой идёт в два этапа: один – необратимый, а другой – обратимый. При температуре выше +100 °C реакция с HCl протекает полностью и необратимо. Смесь соляной кислоты с нитритом натрия тоже является царской водкой.  Такая смесь растворяет даже серебро из-за образования хлорида натрия, в растворе которого хорошо растворяется хлорид серебра:

{\displaystyle {\ce {2NaNO2 + 4HX -> 2NaX + X2 v + 2NO ^ + 2H2O}}}, X = I, Br
{\displaystyle {\ce {NaNO2 + HCl -> NaCl + HNO2}}}
{\displaystyle {\ce {2HNO2 + 2HCl <=> Cl2 ^ + 2NO ^ + 2H2O}}}
{\displaystyle {\ce {2NaNO2 + 4HCl ->[100{°}C] Cl2 ^ + 2NO ^ + 2NaCl + 2H2O}}}
- Нитрит натрия в химических реакциях проявляет окислительно-восстановительную двойственность, восстанавливаясь до оксида азота (II) или окисляясь до нитрата. Например, при дальнейшем нагревании он разлагается, образуя оксид натрия, оксид азота(II) и кислород. Вероятно, этот процесс помог не задохнуться экипажу первой действующей субмарины Корнелия Дреббеля, поскольку оксид натрия поглощает CO2[4].

{\displaystyle {\ce {4NaNO2 -> 2Na2O + 4NO ^ + O2 ^}}}
- Нитрит натрия применяется для образования диазоаминных соединений. Эти соединения применяются в синтезе как источник аминогрупп при реакциях с «ядром» соединения, за счёт относительно более лёгкого отделения азотных групп N2.
- Используется для создания эфиров азотистой кислоты (органических нитритов, в частности, изопропилнитрита, изоамилнитрита и иных) при действии на него сильных кислоты (хлористоводородной, серной) при низкой температуре:

{\displaystyle {\ce {R-OH + NaNO2 + H^+ -> R-ONO + Na^+ + H2O}}}
{\displaystyle {\ce {H3C-CH(OH)-CH3 + NaNO2 + HCl -> H3C-CH(ONO)-CH3 + NaCl + H2O}}}
- Нитрит натрия может быть использован для определения ионов Cu2+, благодаря реакции с образованием комплекса гексанитритокупрата(II) натрия:

{\displaystyle {\ce {6NaNO2 + Cu^2+ -> 2Na^+ + Na4[Cu(NO2)6]}}}

## Применение

### Производство пищевых продуктов
- Используется как улучшитель окраски и консервант в пищевой промышленности в изделиях из мяса и рыбы. Пищевая добавка E250.
- Как пищевая добавка применяется в пищевой промышленности в двух целях: как антиокислитель и как антибактериальный агент, препятствующий росту Clostridium botulinum — возбудителя ботулизма, — тяжёлой пищевой интоксикации, вызываемой ботулиническим токсином и характеризуемой поражением нервной системы.
- Вступая во взаимодействие с миоглобином (белком мяса), придаёт мясным продуктам характерный розоватый цвет.[5]
- В Евросоюзе продажа для пищевых применений разрешена только в смеси с пищевой солью, с содержанием нитрита около 0,6 %, чтобы уменьшить риск превышения суточных норм и отравлений со смертельным исходом.[6] C 2013 года сходные правила действуют в России.
- Пищевая добавка E250. Аналогичными свойствами обладает и нитрит калия[6] — пищевая добавка E249.
- Соответствует ГОСТу 4197-74 или ТУ 6-09-590-75 (марка ОСЧ 4-7-3).

### Строительство и производство
- Нитрит натрия в виде порошка по ГОСТ 19906-74 или водного раствора используется в качестве противоморозной добавки к бетонам в производстве строительных изделий и конструкций, в качестве ингибитора атмосферной коррозии, в органическом синтезе и для других целей в химической, металлургической, медицинской, целлюлозно-бумажной и других отраслях промышленности.
- В строительстве нитрит натрия рекомендован ГОСТ 24211 «Добавки для бетонов. Общие технические требования» к использованию в качестве противоморозной добавки при возведении монолитных бетонных и железобетонных конструкций, монолитных частей сборно-монолитных конструкций, замоноличивания стыков сборных конструкций при установившейся устойчивой среднесуточной температуре окружающего воздуха или грунта ниже 5 °C и минимальной суточной температуре ниже 0 °C, а также при изготовлении сборных бетонных и железобетонных конструкций в зимнее время в условиях строительной площадки.
- Он также используется при производстве диазо-красителей, нитросоединений и других органических соединений.
- Используется в крашении трафаретным и прямым (прямой печати) методом текстиля из натуральных и отбеленных натуральных волокон.
- Используется при обработке поверхности металла при фосфатировании и для снятия слоя олова.
- Используется в производстве каучуков.
- Используется для изготовления алкилнитритов (попперсов).
- Используется для приготовления раствора газогенерирующей добавки в производстве взрывчатых веществ.

### Фотография
- Используется в процессе традиционной фотографии как реагент и антиокислитель (ингибитор коррозии в автоматических лабораториях).

### Медицина и биология
- Нитрит натрия также используется в медицине и ветеринарии как сосудорасширяющее, бронхолитическое (расширяет бронхи), снимает спазмы кишечника, используется как слабительное, а также как антидот при отравлении цианидами.
- Проводятся исследования по применению его при серповидной анемии, сердечных приступах и ишемии сердца, аневризмах головного мозга и лёгочной гипертензии у детей[7][8].

E250 при приёме в значительном объёме (порядка нескольких граммов) может вызвать тяжёлое отравление (образует метгемоглобин), с высоким риском летального исхода.

## Токсичность
Нитрит натрия токсичен. ЛД50 у крыс составляет 180 мг/кг, а у человека ЛД100 составляет 71 мг/кг массы тела соответственно. Тем не менее, смерть от приёма нитрита натрия может наступить при более низкой дозе. Нитрит натрия иногда используется для убийства. Начиная с 2019 года, количество самоубийств с использованием нитрита натрия резко выросло по сравнению с предыдущими годами. В Китае была казнена воспитательница детского сада, отравившая нитритом натрия в 2019 году 25 детей. Онлайн-торговая площадка eBay во всём мире запретила продажу нитрита натрия с 2019 года. Для предотвращения случайного отравления нитрит натрия (смешанный с солью), продаваемый в США в качестве пищевой добавки, окрашивается в ярко-розовый цвет, чтобы его не приняли за обычную соль или сахар. В других странах нитрированная соль не окрашивается, но строго регулируется.
Поступление нитритов с пищей оценивается в 31-185 или 40-100 мг в день. В питьевой воде, согласно требованиям ВОЗ 1970 и 2004 гг, допускается содержание нитритов не более 44-50 мг на литр.

## Безопасность

### Связь с онкологическими заболеваниями
Доказано, что добавление нитритов в мясо приводит к образованию известных канцерогенов, таких как нитрозамины. Всемирная организация здравоохранения (ВОЗ) утверждает, что каждые 50 г «обработанного мяса», съедаемые в день, повышают риск заболеть раком кишечника на 18% в течение жизни. В 2015 году ВОЗ провела обзор более 400 исследований, в которых был сделан вывод о наличии достаточных доказательств того, что «обработанное мясо» вызывает рак, особенно рак толстой кишки. Международное агентство по изучению рака (МАИР) классифицировало «обработанное мясо» как канцерогенное для человека (Группа 1): «"обработанное мясо" означает мясо, подвергнутое солению, сушке, ферментации, копчению или другим процессам для улучшения вкуса или улучшения сохранности».
Нитрозамины могут образовываться в процессе консервации мяса, при приготовлении мяса, обработанного нитритом натрия, а также в результате реакции нитрита со вторичными аминами в кислых условиях (например, в желудке человека). Пищевые источники нитрозаминов включают консервированное мясо с нитритом натрия, а также сушёную солёную рыбу, которую особенно часто едят в Японии. В 1920-х годах значительные изменения в методах консервирования мяса в США привели к снижению среднего содержания нитритов на 69 %. Это событие предшествовало началу резкого снижения смертности от рака желудка. Примерно в 1970 году было обнаружено, что аскорбиновая кислота (витамин С), антиоксидант, ингибирует образование нитрозаминов. Следовательно, в мясе требуется добавление не менее 550 частей на миллион аскорбиновой кислоты. Вместо этого производители иногда используют эриторбиновую кислоту, более дешевый, но не менее эффективный изомер аскорбиновой кислоты. Кроме того, производители могут включать α-токоферол (витамин Е) для дальнейшего подавления выработки нитрозаминов. α-токоферол, аскорбиновая кислота и эриторбиновая кислота ингибируют выработку нитрозаминов благодаря своим окислительно-восстановительным свойствам. Аскорбиновая кислота, например, при окислении образует дегидроаскорбиновую кислоту, которая в присутствии нитрозония, мощного нитрозирующего агента, образующегося из нитрита натрия, восстанавливает нитрозоний до оксида азота. Ион нитрозония, образующийся в кислых растворах нитритов, обычно ошибочно называют ангидридом азота, нестабильным оксидом азота, который не может существовать in vitro.
Потребление нитритов в условиях, которые приводят к эндогенному нитрозированию, было классифицировано МАИР как «вероятно канцерогенное для человека».
Европейское агентство по безопасности продуктов питания (EFSA), проводя переоценку безопасности группы нитритов как пищевых добавок в 2017 году, установило допустимое суточное потребление нитрита натрия на уровне 0,07 мг/кг массы тела. Тем не менее, EFSA была обнаружена связь между потреблением нитритов с пищей и риском развития рака желудка в эпидемиологических исследованиях.

Основываясь на результатах систематического обзора, было невозможно чётко отличить нитрозамины, полученные из нитритов, добавленных в разрешённых количествах, от нитрозаминов, естественно существующих в продуктах без добавления внешнего нитрита. В эпидемиологических исследованиях были получены некоторые доказательства связи нитрита с пищей и рака желудка и комбинации нитрита+нитрата из обработанного мяса и колоректального рака. Были доказательства связи между предварительно сформированным нитрозамином и колоректальным раком.Оригинальный текст (англ.)Based on the results of a systematic review, it was not possible to clearly discern nitrosamines produced from the nitrite added at the authorised levels, from those found in the food matrix without addition of external nitrite. In epidemiological studies there was some evidence to link dietary nitrite and gastric cancers and the combination of nitrite plus nitrate from processed meat and colorectal cancers. There was evidence to link preformed NDMA and colorectal cancers.
— European Food Safety Authority. Re-evaluation of potassium nitrite (E 249) and sodium nitrite (E 250) as food additives. July 15, 2017

## Производители
До введения эмбарго на соль из санкционных стран 13 сентября 2016 года (вступило в силу 1 ноября 2016), нитрит натрия для пищевого производства импортировался в Россию в основном из стран Евросоюза: Дании и Германии, собственное производство в России отсутствовало. В декабре 2016 года в Ломоносовском районе Ленинградской области в России начало работу производство нитритной соли для нужд мясоперерабатывающей промышленности.